# Zopyros (Toreut)
Zopyros (altgriechisch Ζώπυρος) war ein antiker griechischer Toreut (Metallbearbeiter), der „zur Zeit des Gnaeus Pompeius Magnus“ („circa Pompei Magni aetatem“), also etwa in der 1. Hälfte des 1. Jahrhunderts v. Chr., tätig war.
Zopyros ist nicht durch überlieferte Werke, sondern nur durch die literarische Überlieferung bekannt. Er wird in der alphabetischen Liste der Caelatores (Ziseleure) der Naturalis historia des älteren Plinius genannt. Plinius nennt zwei Skyphoi, die das Urteil über Orestes auf dem Athener Areopag zeigen. Der Wert der beiden Gefäße wurde auf 1,2 Millionen Sesterzen geschätzt.
In der Galleria Nazionale im Palazzo Corsini in Rom befindet sich heute ein Skyphos, der das Motiv zeigt und sich in der Darstellung möglicherweise an das berühmte Vorbild des Zopyros anlehnt.